# ياغيزاتلي (جليكخان)
ياغيزاتلي (بالكردية: Bistikan‏) (بالتركية: Yağızatlı)‏ هي قرية كرديّة رشوانيّة تتبع إداريّاً لمديرية جليكخان في محافظة أديامان التركية، بلغ عدد سكانها 116 نسمة في عام 2021.